# George Furla
George Furla (* 27. Dezember 1960) ist ein US-amerikanischer Filmproduzent. Er besuchte die University of Southern California, wo er 1982 seinen Abschluss in Betriebswirtschaftslehre machte. Er begann seine Laufbahn als Produzent in den 1990er Jahren mit Filmen wie Future Shock, Grizzly Mountain und Speedway Junkie. Er gründete 1998 mit Randall Emmett die Produktionsfirma Emmett/Furla Films. Zu seinen bekanntesten Produktionen gehören Lone Survivor, End of Watch und John Rambo. Er war bisher an mehr als 80 Produktionen beteiligt.

## Filmografie (Auswahl)
Als Filmproduzent
- 1999: Speedway Junkie
- 2000: Grizzly Mountain – Flucht in die Vergangenheit (Escape to Grizzly Mountain)
- 2000: After Sex
- 2000: Kidnapped – Tödlicher Sumpf (Held for Ransom)
- 2001: Ticker
- 2001: Good Advice – Guter Rat ist teuer (Good Advice)
- 2002: Hard Cash – Die Killer vom FBI (Hard Cash)
- 2002: All I Want (Try Seventeen)
- 2002: Gentlemen of the Hunt
- 2003: Out for a Kill: Tong Tatoos – Das Tor zur Hölle (Out for a Kill)
- 2003: Blind Horizon – Der Feind in mir (Blind Horizon)
- 2003: Belly of the Beast
- 2004: Control – Du sollst nicht töten (Control)
- 2005: Edison
- 2005: Today You Die
- 2006: Mercenary for Justice
- 2006: The Contract
- 2006: Home of the Brave
- 2007: Borderland
- 2007: Room Service (Kurzfilm)
- 2007: Rin Tin Tin (Finding Rin Tin Tin)
- 2008: Day of the Dead
- 2008: Major Movie Star (Private Valentine: Blonde & Dangerous)
- 2009: Streets of Blood
- 2010: Once Fallen – Einer wird verlieren (Once Fallen)
- 2010: Gun
- 2011: Set Up
- 2012: Lady Vegas (Lay the Favorite)
- 2012: Playback
- 2012: Freelancers
- 2012: Fire with Fire – Rache folgt eigenen Regeln (Fire with Fire)
- 2013: Empire State – Die Straßen von New York (Empire State)
- 2013: 2 Guns
- 2014: The Prince – Only God Forgives (The Prince)
- 2015: Vice
- 2015: 90 Minuten im Himmel (90 Minutes in Heaven)
- 2015: Die Entführung von Bus 657 (Heist)
- 2015: Extraction – Operation Condor (Extraction)
- 2016: Precious Cargo
- 2016: Marauders – Die Reichen werden bezahlen (Marauders)
- 2017: Arsenal
- 2017: Vendetta – Alles was ihm blieb war Rache (Aftermath)
- 2017: Tödliches Verlangen (Inconceivable)
- 2017: First Kill
- 2018: Acts of Violence
- 2018: Vigilante – Bis zum letzten Atemzug (A Vigilante)
- 2018: Gotti
- 2018: Escape Plan 2: Hades
- 2018: The Row
- 2018: Reprisal – Nimm dir, was dir gehört! (Reprisal)
- 2018: Backtrace
- 2019: Escape Plan 3: The Extractors (Escape Plan: The Extractors)
- 2019: 10 Minutes Gone
- 2019: Trauma Center
- 2020: Boss Level
- 2020: Survive the Night
- 2020: Force of Nature
- 2020: Hard Kill
- 2021: Axis Sally: Das Tribunal der Nazi-Spionin (American Traitor: The Trial of Axis Sally)
- 2021: Midnight in the Switchgrass – Auf der Spur des Killers (Midnight in the Switchgrass)
- 2021: Out of Death
- 2021: Survive the Game
- 2021: Fortress – Stunde der Abrechnung (Fortress)
- 2022: Fortress: Sniper’s Eye
- 2022: Hot Seat
- 2022: Wrong Place
- 2022: Wire Room – Gerechtigkeit ist ein bewegliches Ziel (Wire Room)
- 2022: Pfad der Vergeltung (Savage Salvation)